# Egyházi Zeneművészet (folyóirat)
Egyházi Zeneművészet a katolikus egyházi zene minden ágára kiterjedő havi folyóirat volt. 1921-ben indult Temesvárt, és 1927 márciusáig jelent meg. Szerkesztője, kiadója és az anyag nagy részének szerzője Járosy Dezső zeneesztéta. Számonként egy-két cikket s bő híranyagot tartalmaz.